# Alne (Yorkshire du Nord)
Alne est un village et une paroisse civile du Yorkshire du Nord, en Angleterre.